# فوجی‌اوکا، گونما
فوجی‌اوکا در استان گونما در کشور ژاپن واقع شده است  که دارای جمعیت ۶۸٬۷۱۰ نفر و مساحت ۱۸۰٫۰۹ کیلومتر مربع با تراکم جمعیت ۳۸۲  نفر در کیلومترمربع است و در تاریخ ۱ آوریل ۱۹۵۴ به عنوان شهر شناخته شد.